# Liste der exklusiven Inhalte auf Star (Disney+)

Logo von Star

Die Liste der exklusiven Inhalte auf Star (Disney+) listet die Inhalte von Star auf, welche ihre lokale Erstveröffentlichung über Star erhalten, und unter dem Label Star Originals angeboten werden. Diese Produktionen werden nicht direkt für Star produziert und stammen ursprünglich von Disney-TV-Sendern wie ABC, Freeform und FX sowie von dem Disney-Streamingdienst Hulu.
Das angegebene Premieredatum bezieht sich auf die Erstveröffentlichung auf Star. Es kann hier zu Abweichungen je nach Land kommen, da die Inhalte nicht in jedem Land am selben Tag veröffentlicht werden. Bei der Nennung der Regionen werden nur die Länder benannt, in welchen die Produktion als Star Originals veröffentlicht wurde. In einzelnen Ländern kommt es vor, dass eine Produktion, die in einem Land ein Star Original ist, in einem anderen Land zuerst bei einem anderen Abnehmer/Anbieter veröffentlicht wurde, und erst im Zuge der Zweitverwertung auf Star hinzugefügt wird.

## Serien

### Laufende Serien
| Titel                           | Genre                                             | Herkunft | Premiere         | Staffel(n)           | Region(en)                    | Status / Anmerkung |
| ------------------------------- | ------------------------------------------------- | -------- | ---------------- | -------------------- | ----------------------------- | ------------------ |
| Big Sky                         | Thriller                                          | ABC      | 23. Februar 2021 | 1 Staffel, 16 Folgen | Alle Märkte, außer Kanada     | Ausstehend         |
| Godfather of Harlem             | Drama, Krimi                                      | Epix     | 23. Februar 2021 | 1 Staffel, 10 Folgen | Italien, Belgien und Portugal | Verlängert         |
| Love, Victor                    | Dramedy, Romantik                                 | Hulu     | 23. Februar 2021 | 1 Staffel, 10 Folgen | Alle Märkte, außer Singapur   | Verlängert         |
| Solar Opposites                 | Animation, Science-Fiction, Sitcom                | Hulu     | 23. Februar 2021 | 1 Staffel, 8 Folgen  | Alle Märkte                   | Verlängert         |
| Dollface                        | Comedy                                            | Hulu     | 5. März 2021     | 1 Staffel, 10 Folgen | Ausgewählte Märkte            | Verlängert         |
| Grown-ish                       | Dramedy                                           | Freeform | 23. April 2021   | 3 Staffel, 51 Folgen | Ausgewählte Märkte            | Verlängert         |
| Marvel’s M.O.D.O.K.             | Stop-Motion, Comedy, Science-Fiction, Superhelden | Hulu     | 21. Mai 2021     | 1 Staffel, 10 Folgen | Alle Märkte                   | Ausstehend         |
| The Gloaming                    | Krimi, Drama, Mystery                             | Stan     | 11. Juni 2021    | 1 Staffel, 8 Folgen  | Ausgewählte Märkte            | Verlängert         |
| Angekündigte Veröffentlichungen |                                                   |          |                  |                      |                               |                    |
| The Walking Dead (Staffel 11)   | Drama, Horror                                     | AMC      | 23. August 2021  | 1 Staffel, 24 Folgen | Ausgewählte Märkte            | Abschluss-Staffel  |

### Miniserie
| Titel                           | Genre             | Herkunft            | Premiere       | Folgen    | Region(en)                                                                  | Status / Anmerkung |
| ------------------------------- | ----------------- | ------------------- | -------------- | --------- | --------------------------------------------------------------------------- | ------------------ |
| Black Narcissus                 | Drama             | FX/BBC One          | 5. März 2021   | 3 Folgen  | Alle Märkte außer Kanada, Australien, Neuseeland, Großbritannien und Irland | Miniserie          |
| Liebe in Zeiten von Corona      | Dramedy, Romantik | Freeform            | 12. März 2021  | 4 Folgen  | Ausgewählte Märkte                                                          | Miniserie          |
| A Teacher                       | Drama             | FX on Hulu          | 23. April 2021 | 10 Folgen | Deutschland, Österreich und Schweiz                                         | Miniserie          |
| Genius: Aretha                  | Drama, Biographie | National Geographic | 30. April 2021 | 8 Folgen  | Alle Märkte, außer Kanada                                                   | Miniserie          |
| Angekündigte Veröffentlichungen |                   |                     |                |           |                                                                             |                    |
| Pride                           | Dokumentation     | FX                  | 25. Juni 2021  | 6 Folgen  | Ausgewählte Märkte                                                          | Miniserie          |

### Abgeschlossene Serien
| Titel              | Genre                         | Herkunft | Premiere         | Staffel(n)            | Region(en)                                         | Status / Anmerkung |
| ------------------ | ----------------------------- | -------- | ---------------- | --------------------- | -------------------------------------------------- | ------------------ |
| High Fidelity      | Comedy, Romantik              | Hulu     | 23. Februar 2021 | 1 Staffel, 10 Folgen  | Portugal, Dänemark, Finnland, Schweden und Belgien | Beendet            |
| Helstrom           | Superhelden, Horror           | Hulu     | 23. Februar 2021 | 1 Staffel, 10 Folgen  | Alle Märkte                                        | Beendet            |
| Next               | Drama, Science-Fiction, Krimi | Fox      | 12. März 2021    | 1 Staffel, 10 Folgen  | Italien, Großbritannien und Irland                 | Beendet            |
| Filthy Rich        | Drama, Seifenoper             | Fox      | 12. März 2021    | 1 Staffel, 10 Folgen  | Ausgewählte Märkte                                 | Beendet            |
| American Housewife | Sitcom                        | ABC      | 14. Mai 2021     | 5 Staffel, 103 Folgen | Italien                                            | Beendet            |
| Rebel              | Drama                         | ABC      | 28. Mai 2021     | 1 Staffel, 10 Folgen  | Alle Märkte, außer Kanada                          | Beendet            |

### Angekündigte Serien
| Titel                             | Genre                  | Herkunft   | Premiere    | Staffel(n)           | Status / Anmerkung |
| --------------------------------- | ---------------------- | ---------- | ----------- | -------------------- | ------------------ |
| Only Murders in the Building      | Comedy                 | Hulu       | Herbst 2021 | 1 Staffel, 10 Folgen | Ausstehend         |
| American Horror Stories           | Horror, Anthologie     | FX on Hulu | 2021        | 1 Staffel, 16 Folgen | Ausstehend         |
| The Choe Show                     | Dokumentation          | FX         | 2021        | 4 Folgen             | Miniserie          |
| Dopesick                          | Drama                  | Hulu       | 2021        | 8 Folgen             | Miniserie          |
| The Dropout                       | Drama                  | Hulu       | 2021        | 8 Folgen             | Miniserie          |
| The Kardashian Jenner             | Reality                | Hulu       | 2021        | TBA                  | Ausstehend         |
| The Old Man                       | Drama                  | FX on Hulu | 2021        | TBA                  | Ausstehend         |
| Platform                          | Drama, Anthologie      | FX on Hulu | 2021        | TBA                  | Ausstehend         |
| Reservation Dogs                  | Comedy                 | FX on Hulu | 2021        | TBA                  | Ausstehend         |
| Unbetiteltes Projekt von BJ Novak | Anthologie             | FX on Hulu | 2021        | TBA                  | Ausstehend         |
| Y: The Last Man                   | Drama, Science-Fiction | FX on Hulu | 2021        | TBA                  | Ausstehend         |
| Dear Mama                         | Dokumentation          | FX         | 2022        | TBA                  | Ausstehend         |
| Fleishman Is in Trouble           | Drama                  | FX on Hulu | 2022        | 9 Folgen             | Miniserie          |
| Immigrant                         | Drama, Biopic          | Hulu       | 2022        | 8 Folgen             | Miniserie          |
| Pam & Tommy                       | Drama, Biopic          | Hulu       | 2022        | 8 Folgen             | Miniserie          |
| Pistol                            | Dokumentation          | FX         | 2022        | TBA                  | Ausstehend         |
| The Big Leap                      | Dramedy, Musical       | FOX        | TBA         | TBA                  | Ausstehend         |
| Maggie                            | Sitcom                 | ABC        | TBA         | TBA                  | Ausstehend         |
| Our Kind of People                | Drama                  | FOX        | TBA         | TBA                  | Ausstehend         |
| Queens                            | Drama, Musical         | ABC        | TBA         | TBA                  | Ausstehend         |
| Shōgun                            | Drama                  | FX on Hulu | TBA         | TBA                  | Miniserie          |
| Welcome to Wrexham                | Dokumentation          | FX         | TBA         | 1 Staffel, 10 Folgen | Ausstehend         |
| The Wonder Years                  | Comedy                 | ABC        | TBA         | TBA                  | Ausstehend         |

## Filme

### Drama
| Titel     | Genre | Premiere      | Laufzeit             | Region(en)         |
| --------- | ----- | ------------- | -------------------- | ------------------ |
| Nomadland | Drama | 9. April 2021 | 1 Stunde, 48 Minuten | Ausgewählte Märkte |

### Angekündigte Filme
| Titel                                                            | Genre               | Herkunft | Premiere | Laufzeit             | Region(en)         |
| ---------------------------------------------------------------- | ------------------- | -------- | -------- | -------------------- | ------------------ |
| Summer of Soul (…Or, When the Revolution Could Not Be Televised) | Musik-Dokumentation | Hulu     | TBA      | 1 Stunde, 57 Minuten | Ausgewählte Märkte |